# Budování míru
Budování míru nebo peacebuilding je termín používaný v mezinárodní rozvojové komunitě na popis procesů a aktivit zahrnutých do řešení násilného konfliktu a zřízení udržitelného míru.
Jedna definice budování míru podle Alliance for Peacebuilding je:
Budování míru je sada iniciativ různých činitelů ve vládě a civilní společnosti na zastavení základních příčin násilí a ochranu civilního obyvatelstva před, během a po násilném konfliktu. Budovatelé míru používají komunikaci, vyjednávání a mediaci namísto násilí na vyřešení konfliktů. Efektivní budování míru je mnohotvárné a adaptováno na každé konfliktní prostředí. Neexistuje jedna cesta k míru, no stezky jsou dostupné v každém konfliktním prostředí. Budovatelé miru pomáhají znepřáteleným stranám najít cestu, která jim umožní řešit jejich odlišnosti bez krveprolití. Základní cíl budování míru je redukce a eliminace opakování a krutosti násilného konfliktu.
Chic Dambach, President & CEO, Alliance for Peacebuilding